# Belägringen av Belgrad (1456)
Belägringen av Belgrad var en belägring av den då ungerska staden Belgrad, försvarad av fursten János Hunyadi, av osmanska styrkor under ledning av sultan Mehmet II år 1456. Osmanerna lyckades intåga i staden men drevs på flykt efter ett bakhåll och segern var ungrarnas.

## Bakgrund

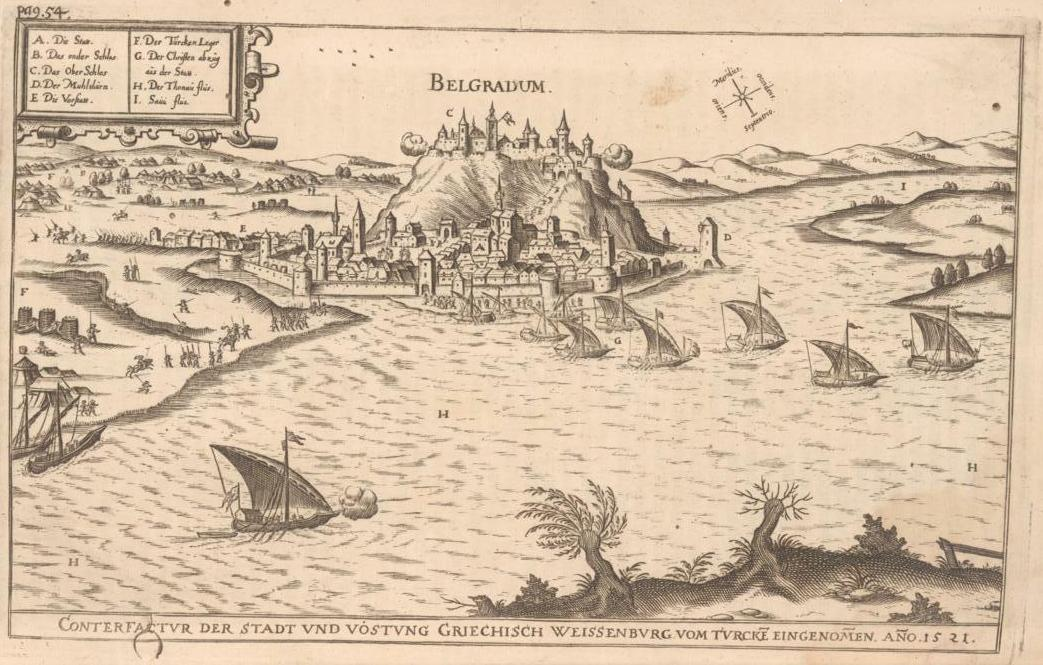
Belgrad under medeltiden med Sava och Donau i förgrunden och där nedre och övre staden med slottet ses.

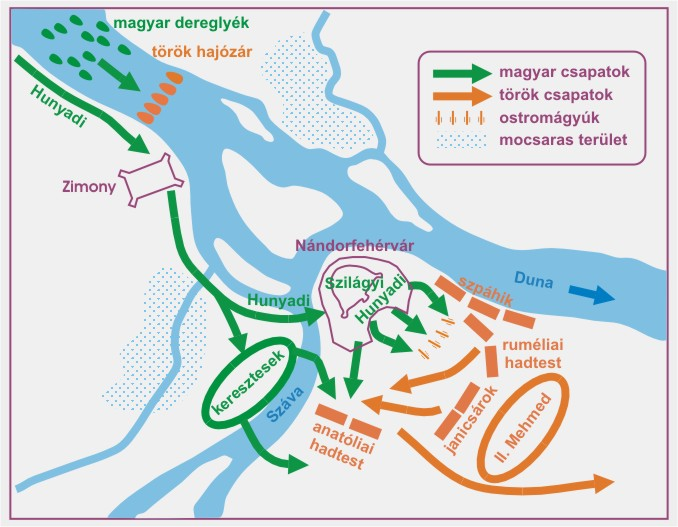
Ungersk karta över slaget.

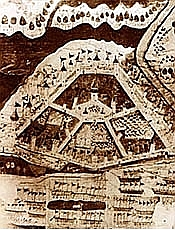
Belägringen av Belgrad 1456 (turkiskt 1400-talsmanuskript).

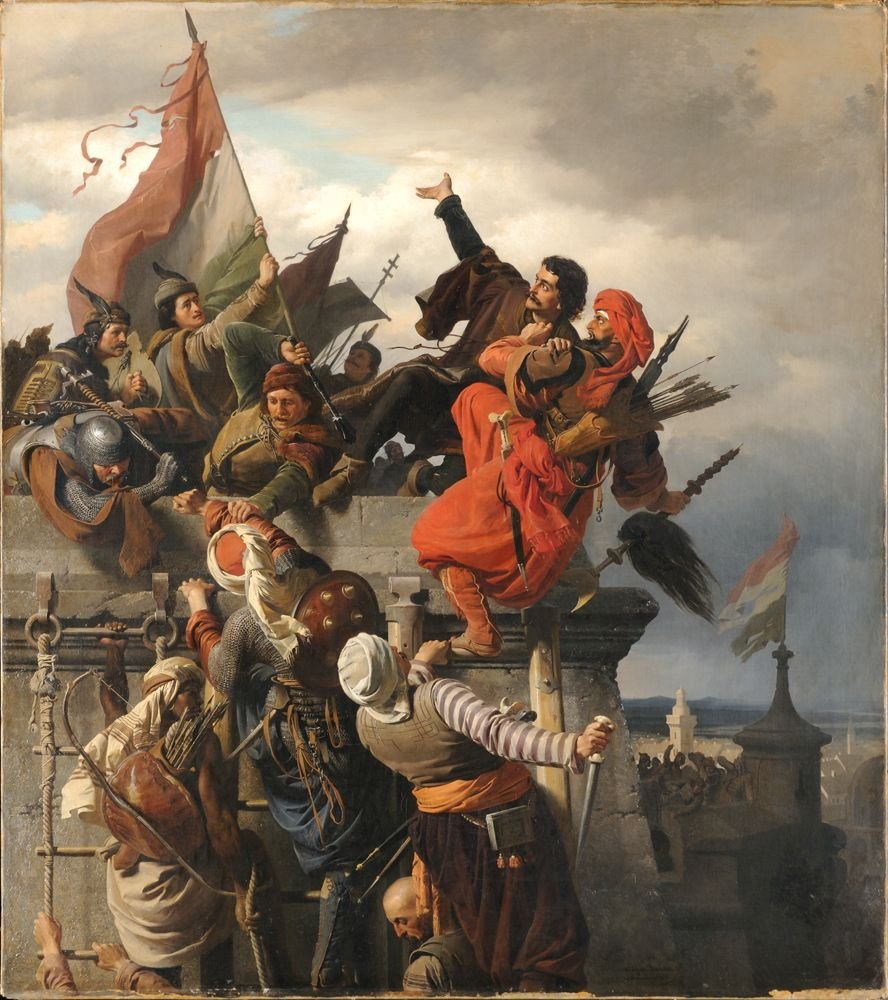
Ungersk målning från 1800-talet föreställande Titus Dugović bragd under belägringen.

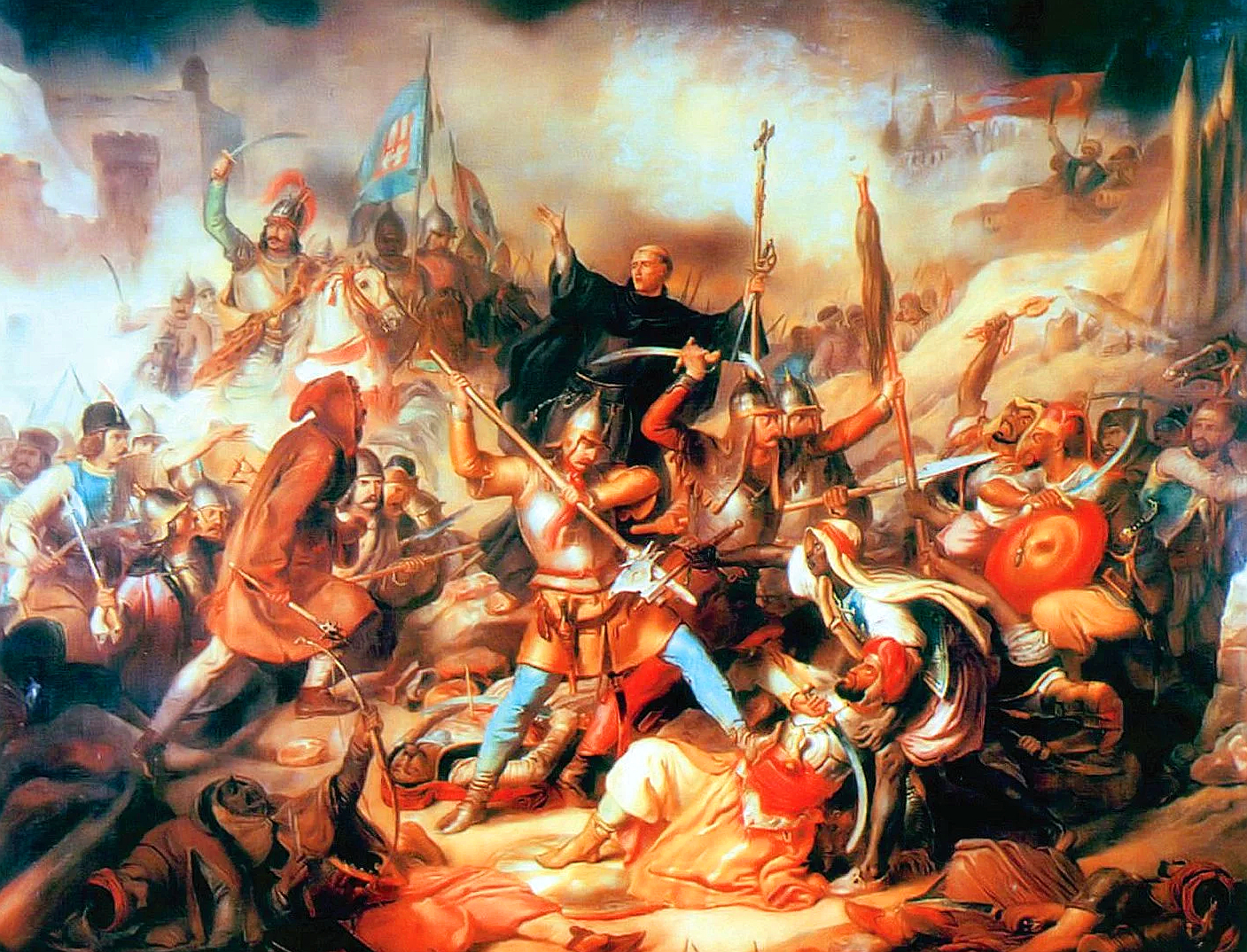
Belägringen av Belgrad, ungersk målning från 1800-talet. I mitten syns Giovanni da Capistrano.

Efter att osmanerna intagit Konstantinopel år 1453 (se slaget om Konstantinopel) vände sultan Mehmet II sig mot väst, där Ungern var den främsta motståndaren till den osmanska dominansen på Balkan. Efter att ha företagit fälttåg ner i Grekland och till Trabzon i Anatolien för att kväsa de sista bysantinska utposterna, samlade han sina trupper för ett allomfattande anfall på kungariket Ungern. Hans omedelbara mål var att inta den befästa gränsstaden (ungerska: végvár) Belgrad (på äldre ungerska Nándorfehérvár). 
Belgrads befästningar var på den tiden en av de främsta ingenjörsbedrifterna på Balkan. Då Belgrad utsågs till huvudstad i det serbiska riket under Stefan Lazarević år 1404, efter att osmanernas dominans över Serbien tillfälligt hämmats efter att de besegrats i slaget vid Ankara, företogs stora arbeten för att omvandla den äldre, mindre bysantinska borgen till en starkt befäst huvudstad. Avancerade bysantinska och arabiska byggnadstekniker, som kommit serberna till del efter långa krig sedan 1000-talet med först seldjukerna och sedan osmanerna i öst, kom till användning. Borgen formgavs på det mest utarbetade sätt med tre försvarslinjer, en inre borg med slottet och den enorma donjonen, den övre staden, med de huvudsakliga militärförläggningarna, med fyra portar och dubbel mur, samt den nedre staden med katedralen, stadskärnan och en hamn i Donau, skiljdes skickligt av diken, portar och höga murar. 

## Förberedelser
Den ungerske fursten János Hunyadi förväntade sig ett anfall på Belgrad och mot slutet av 1455, efter att offentligt försonats med alla sina andra fiender, började han förberedelser och installerade sig själv i staden för att leda uppbyggnaden av dess försvar. Han begav sig sedan, efter att ha lämnat en stark garnison under sin svåger Mihály Szilágyi och sin äldste son László, för att uppbringa en undsättningsarmé och en till den hörande flotta om två hundra korvetter. Eftersom ingen furste var villig att hjälpa Hunyadi (då de troligen fruktade dennes växande makt mer än osmanernas) lämnades han att finansiera försvaret på egen bekostnad.
Hans ende allierade var den franciskanske munken och kardinalen Giovanni da Capistrano, som var utsänd av påven för att predika mot kättare, såsom både ortodoxa greker och muslimska turkar, och som predikade korståg så effektivt att bönderna, dåligt beväpnade (de flesta bara med slungor och liar) men fulla av entusiasm, flockade sig runt Hunyadis banér. De ungerska kärntrupperna bestod av en liten grupp erfarna legoknektar och några få kontingenter adliga riddare. Allt som allt kunde Hunyadi uppbåda en styrka på mellan 25 000 och 30 000 man (tillsammans med Capistranos bönder beräknas armén uppgått till runt mellan 40 000 och 50 000 man). Sultan Mehmets armé (om 160 000 man enligt tidiga källor, snarare mellan 60 000 och 70 000 enligt senare beräkningar) hann dock anlända till trakten runt Belgrad innan de ungerska styrkorna kunde samlas.

## Belägringen
Den 29 juni hade de osmanska trupperna etablerat sig på nacken av den udde mellan floderna Sava och Donau där Belgrad är beläget och inlett kanonbombardemanget av stadens murar. Själva belägringen tog sin början den 4 juli. Sultan Mehmet grupperade sina trupper i tre sektioner: Den rumeliska (det vill säga "europeiska") kåren, som hade flertalet av de 300 kanonerna, var uppställda på den högra flanken och den anatoliska kåren på den vänstra. Emellan dessa var sultanens personliga garde, janitsjarerna, samt hans befälspostering. Den anatoliska kåren och janitsjarerna var båda tunga infanteritrupper. Den osmanska flottan om runt 200 flodbåtar, som hade de resterande kanonerna, posterade sultanen främst nordöst om staden för att patrullera kärren och försäkra om att staden inte fick förstärkningar. De höll även ett öga på Sava i sydväst för att undvika att infanteriet skulle angripas från sidan av Hunyadis armé. Donau bevakades i öst av spahierna, sultanens lätta kavalleri, för att undvika anfall på den högra flanken. Mot dessa kunde Mihály Szilágyi endast sätta en styrka på 5 000-7 000 man, som fanns garnisonerade i borgen. Försvararna förlitade sig främst på styrkan hos borgen och lyckades hålla ut till dess att förstärkningar kunde anlända. 
Då nyheten om att belägringen hade inletts nådde Hunyadi befann han sig i södra Ungern rekryterades ytterligare lätta kavalleritrupper. Den 14 juli ankom Hunyadi till staden och omgav den helt med sin Donauflotta och kunde sänka tre stora osmanska galärer, tillfångata fyra stora fartyg och 20 mindre, och lyckades därmed bryta blockaden vattenvägen och transportera välbehövlig proviant till trupperna i staden.
Efter en veckas tung artilleribeskjutning hade man dock slagit bräscher i murarna på flera ställen. Den 21 juli beordrade Mehmet ett storskaligt anfall som påbörjades vid solnedgången och fortsatte hela natten. Den belägrande armén översvämmade staden och påbörjade sedan sitt anfall på fortet. Hunyadi beordrade försvararna att kasta tjärat trä, och andra brännbara material, och sedan tända eld på det. Snart skildes janitsjarerna i staden från de som försökte ta sig igenom öppningar i muren till den övre staden med en mur av eld. Eftersom de inte längre hade tillgång till förstärkningar vände snart det våldsamma slaget mellan de omringade janitsjarerna och Szilágyis styrkor i övre staden till de kristnas fördel och ungrarna lyckades slå tillbaka det vilda anfallet från utanför murarna. Janitsjarerna som befann sig i staden massakrerades medan de turkiska styrkorna som försökte ta sig in i den övre staden led svåra förluster. 
En populär historia berättar att då en turkisk soldat nästan lyckades resa sultanens fana på taket på en bastion grep den kristne soldaten Titus Dugović (Dugovics Titusz på ungerska) tag i honom så att de båda tillsammans föll nerför muren. Tre år senare adlade Hunyadis son, Matthias Corvinus, då kung av Ungern, Dugović son för denna bragd.

## Slaget
Dagen därpå inträffade något oväntat. Enligt vissa källor började de korstågande bönderna spontant skrida till handling och tvingade Capistrano och Hunyadi att ta vara på situationen. Tvärt emot Hunyadis order att inte försöka plundra de turkiska lägren bröt några enheter ut från de demolerade fästningsvallarna och intog positioner tvärs över den osmanska linjen och började trakassera fiendesoldater. Turkiska spahier (endast 2 000 man) försökte utan framgång skingra den framryckande styrkan på ca. 10 000 legoknektar, men de led dock svåra förluster. Genast förenade sig fler kristna från utanför muren till slaget. Vad som började som en isolerad händelse utvecklades snart till en fullskalig batalj.
Capistrano försökte först beordra sina män att återvända innanför murarna, men fann sig snart mitt i en grupp på 2 000 korstågsfarare som han var oförmögen att få till att dra sig tillbaka. Han gjorde då helt om och ledde dem mot den osmanska linjen ropande "Herren som gjorde begynnelsen skall ta hand om avslutningen!". Samtidigt som Capistrano ledde sina korstågsfarare i ryggen på den osmanska armén tvärsöver Sava gjorde Hunyadi ett desperat utfall ur fortet för att försöka slå ut kanonbefästningarna i det osmanska lägret.
Överraskade av detta oväntade händelseförlopp tog den osmanska armén till flykten. Sultanens livgarde på omkring 5 000 janitsjarer, samt de resterande turkiska soldaterna, försökte desperat stoppa paniken och återta lägret, men vid den tiden hade Hunyadis armé och nått det oplanerade slaget och de osmanska ansträngningarna blev hopplösa. Sultanen själv avancerade in i striden och dräpte tre riddare i envig men fick sedan en pil i låret och bröstet och förlorade medvetandet. 
Efter slaget beordrades den ungerska armén att tillbringa natten bakom murarna och vara på alerten för ett möjligt nytt angrepp, men det osmanska motanfallet uteblev. I skydd av nattens mörker retirerade osmanerna i all hast, med sina skadade i 140 vagnar. Vid staden Sarona återfick sultanen medvetandet. Då han fick vetskap om att hans armé hade lidit nederlag, de flesta av hans militära ledare dräpts och att all utrustning (med kanoner) övergivits sägs det att man nätt och jämnt kunde hejda honom från att begå självmord med gift. Överraskningsanfallet hade orsakat stora förluster och än större oordning och dålig stridsmoral och Mehmet tvingades under natten dra tillbaka återstoden av sina styrkor och häva belägringen.

## Följder
Även om de fått osmanerna på flykten och hävt belägringen och därmed vunnit slaget hade ungrarna och stadsborna i Belgrad fått betala ett mycket högt pris. Omkring 10 000 hade dött i slaget, och efter segern bröt pesten ut i det ungerska armélägret. Bland dess offer fanns János Hunyadi, som dukade under tre veckor efter slaget, den 11 augusti 1456. 

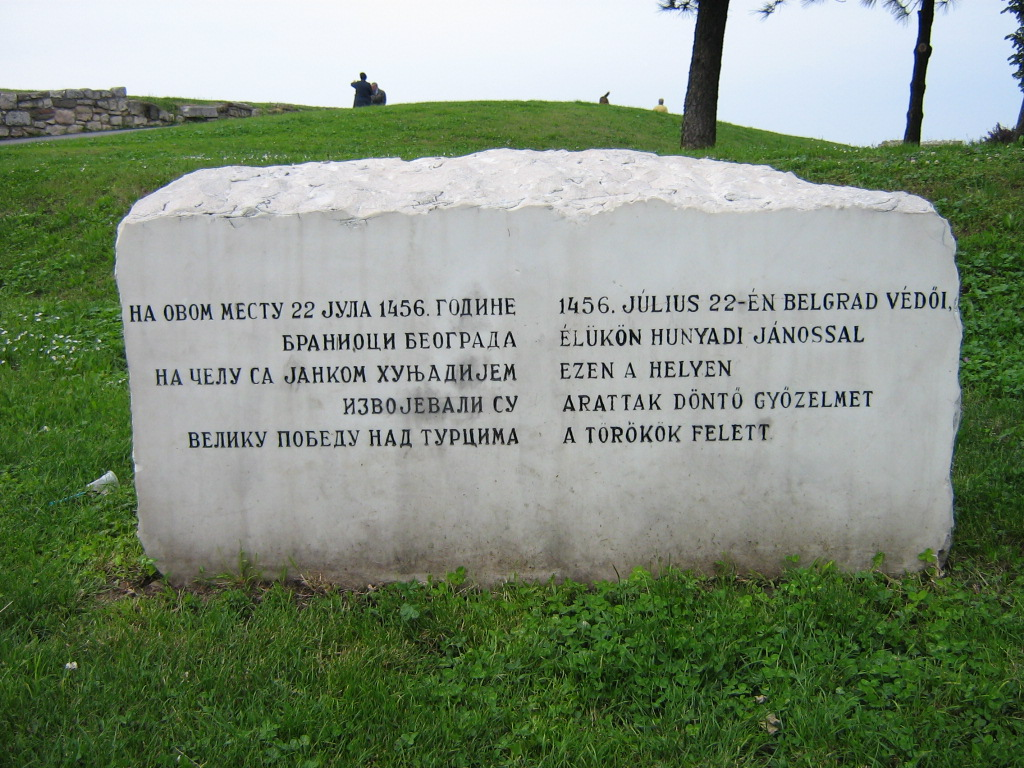
Minnesmärke vid Kalemegdan.

Sultan Mehmet å sin sida drog tillbaka sina trupper (av vilka uppskattningsvis uppåt 20 000 hade gått förlorade) till att befästa gränsen för att förhindra eventuella ungerska motangrepp, varpå sultanen själv tryggt kunde återvända till Konstantinopel. 
Eftersom Belgrads befästningsverk visat sig effektiva reparerades de och byggdes på av ungrarna efter slaget. De svagare östra murarna, där osmanerna trängt igenom till den övre staden, förstärktes med Zidanporten och det stora tornet Nebojsa, som byggdes för att kunna handhålla artilleri. Även den norra sidan förstärktes med fler torn. 
Under slagets gång beordrade påven Callixtus III att låta ringa i kyrkklockorna vid middagstid för att samla troende till bön till förmån för de kristna försvararna. Dock kom nyheten om slagets utgång och de kristnas vinst innan den påvliga ordern, och därför överfördes betydelsen av klockringningen till att fira segern, vilket fortgått sedan dess. 
Ungrarnas seger hindrade det osmanska rikets expansion i det katolska Balkan för 70 år, med undantag för tillslag i Otranto 1480-1481 samt Kroatien och Styrien 1493. Serbien (utom Belgrad och norr därom) och Bosnien föll dock under den osmanska makten, och Valakiet och så småningom även Moldavien, samt khanatet på Krim, blev vasallstater. Osmanska räder fortsatte i Ungern, men Mehmet II företog ingen ytterligare större invasion av landet. 
Det är inte klarlagt varför sultanen inte återupptog anfallet på Ungern och varför han efter den misslyckade belägringen helt gav upp idén på fortsatta erövringar i det väderstrecket. Möjligen ville sultanen först försäkra sig om en stark maktbas i Serbien och Bosnien innan han försökte sig på ett anfall. Vidare kan den enade politiska och militära styrka Ungern utgjorde under Matthias Corvinus ha spelat in. Det har uttrycks att Mehmet II förmodligen inte var det ringaste intresserad av att ockupera Ungern och att han såg Donau och Sava som en naturlig och slutgiltig bortre gräns för riket. Mehmets mål låg snarare i att förvandla Balkan till en integrerad del av sitt rike, vilket naturligen ledde honom till att vilja minska de ungerska och venetianska influenserna i området. Från denna synvinkel kan slaget om Belgrad inte ses som det första steget i en stor plan att erövra Ungern, utan snarare som ett försök att beröva ungrarnas starkaste fäste för vidare anfall ner i Balkan. Samtidigt utgjorde fortet den bästa utgångspunkten för ett anfall på Ungern och att förlora den skulle lämna landet öppet för en invasion. 
Belgrad blev ungerskt till den andra, och framgångsrika, osmanska belägringen av Belgrad år 1521, då sultan Süleyman I intog staden. Detta föranledde en osmansk invasion av Ungern, vars öde beseglades i den för osmanerna avgörande segern i slaget vid Mohács år 1526 (i vilket osmanerna återtog de kanoner som Mehmet II tvingats lämna bakom sig i den första belägringen av Belgrad).